# 垂直統合棟
垂直統合棟（Vertical Integration Building）は、フロリダ州の産業地域の最南端に位置するケープカナベラル空軍基地 (CCAFS)内にあるロケット組み立て施設で、SLC-40とSLC-41を支援する。
建物はタイタンIIIとタイタンIVの打ち上げを支援した。 これらの使い捨てロケットはアメリカ空軍によって1965年から2005年にかけてケープカナベラル空軍基地とカリフォルニア州のヴァンデンバーグ空軍基地で運用された。複数のタイタンロケットを同時に垂直統合施設内で同時に垂直に組み立てる事が出来た。それは先にサターンVとスペースシャトルで使用された垂直組立棟に触発された。
垂直統合施設は2006年に解体された。